# Erich Fromm
Erich Seligmann Fromm (n. 23 martie 1900, Frankfurt am Main, Imperiul German – d. 18 martie 1980, Muralto⁠(d), Cantonul Ticino, Elveția) a fost un psiholog social german, psihanalist, sociolog, filosof umanist și socialist democrat. A fost asociat cu Școala de teorie critică din Frankfurt.

## Viața
Erich Fromm s-a născut la 23 martie 1900, la Frankfurt am Main, singurul copil al părinților evrei ortodocși. A început studiile universitare în 1918 la Universitatea din Frankfurt am Main cu două semestre de jurisprudență. În timpul semestrului de vară din 1919, Fromm a studiat la Universitatea din Heidelberg, unde a început să studieze sociologia sub Alfred Weber (fratele mai bine cunoscutului sociolog Max Weber), filosoful psihiatru Karl Jaspers și Heinrich Rickert. Fromm a obținut doctoratul în sociologie de la Heidelberg în 1922. La mijlocul anilor 1920, s-a pregătit să devină psihanalist prin sanatoriul psihanalitic al Friedei Reichmann din Heidelberg. El și-a început practica clinică în 1927. În 1930 s-a alăturat Institutului de Cercetări Sociale din Frankfurt și și-a terminat pregătirea psihanalitică.
După preluarea puterii de către naziști în Germania, Fromm s-a mutat mai întâi la Geneva și apoi, în 1934, la Universitatea Columbia din New York. Împreună cu Karen Horney și Harry Stack Sullivan, Fromm aparține unei școli de gândire psihanalitică neo-freudiană. Horney și Fromm au avut o influență reciprocă marcantă unul asupra gândirii celuilalt: Horney a luminat câteva aspecte ale psihanalizei pentru Fromm, iar Fromm a elucidat sociologia pentru Horney. Relația s-a încheiat la sfârșitul anilor 1930. După plecarea din Columbia, Fromm a contribuit la formarea filialei din New York a Școlii de Psihiatrie din Washington în 1943, iar în 1946 a fondat Institutul Alb de Psihiatrie, Psihanaliză și Psihologie „William Alanson”. A fost profesor la Facultatea de la Bennington College în perioada 1941-1949 și a predat cursuri la New School for Social Research din New York între 1941 și 1959.
Când Fromm s-a mutat în Mexico City în 1949, a devenit profesor la Universitatea Națională Autonomă din Mexic (UNAM) și a înființat o secție psihanalitică la școala medicală de acolo. Între timp, a predat ca profesor de psihologie la Universitatea de Stat din Michigan din 1957 până în 1961 și ca profesor adjunct de psihologie la postul absolvent de Arte și Științe de la Universitatea din New York după 1962. A predat la UNAM până la pensionarea sa, în 1965, La Societatea Mexicană de Psihanaliză (SMP) până în 1974. În 1974 s-a mutat din Mexico City în Muralto, Elveția, și a murit la domiciliu în 1980, cu cinci zile înainte de împlinirea vârstei de 80 de ani. În tot acest timp, Fromm își menține propria practică clinică și publică o serie de cărți.
Fromm a fost ateu.

## Teoria psihologică
Începând cu prima sa lucrare seminală din 1941, Escape from Freedom (cunoscută în Marea Britanie ca Teama de Libertate), scrierile lui Fromm erau remarcabile atât pentru comentariile lor sociale și politice, cât și pentru fundamentele lor filosofice și psihologice. Într-adevăr, Escape from Freedom este văzută ca una dintre lucrările fondatoare ale psihologiei politice. Cea de-a doua lucrare importantă, Omul pentru sine: o anchetă în psihologia eticii, publicată pentru prima oară în 1947, a continuat și a îmbogățit ideile din Escape from Freedom. Luate împreună, aceste cărți au subliniat teoria despre caracterul uman al lui Fromm, care a fost o ieșire naturală a teoriei lui Fromm despre natura umană. Cartea cea mai populară a lui Therma a fost "The Art of Loving", un bestseller internațional publicat pentru prima dată în 1956, care a recapitalizat și completat principiile teoretice ale naturii umane găsite în Escape from Freedom și Omul pentru principiile sale, principii revizuite în multe dintre cele mai importante lucrări ale lui Fromm.
Aspectul mondial al lui Fromm a fost interpretarea lui despre Talmud și Hasidism. A început să studieze Talmud ca tânăr sub Rabbi J. Horowitz și mai târziu sub Rabbi Salman Baruch Rabinkow, un Chabad Hasid. În timp ce lucra la doctoratul în sociologie la Universitatea din Heidelberg, Fromm a studiat Tanya de către fondatorul Chabad, Rabbi Shneur Zalman de la Liadi. Fromm a studiat, de asemenea, sub Nehemia Nobel și Ludwig Krause în timpul studiilor la Frankfurt. Bunicul lui Fromm și doi străbuni din partea tatălui său erau rabini și un unchi mare de partea mamei sale era un învățat talmudic. Cu toate acestea, Fromm s-a abătut de la iudaismul ortodox în 1926, spre interpretări seculare ale idealurilor biblice.
Piatra de temelie a filosofiei umaniste a lui Fromm este interpretarea sa asupra istoriei biblice a exilului lui Adam și Eva din Grădina Edenului. Bazându-se pe cunoștințele sale despre Talmud, Fromm a subliniat că faptul de a distinge între bine și rău este în general considerat a fi o virtute, dar că oamenii biblici consideră în general că Adam și Eva au păcătuit prin neascultarea de Dumnezeu și mâncarea de la pomul cunoașterii. Cu toate acestea, plecând de la ortodoxia religioasă tradițională în această privință, Fromm a înălțat virtuțile oamenilor luând acțiuni independente și folosind rațiunea de a stabili valori morale, în loc să adere la valori morale autoritare.
Dincolo de o condamnare simplă a sistemelor de valori autoritare, Fromm a folosit povestea lui Adam și a Evei ca o explicație alegorică pentru evoluția biologică umană și agitația existențială, afirmând că atunci când Adam și Eva au mâncat din pomul cunoașterii, ei au devenit conștienți de sine ca fiind separate din natură, fiind încă parte din ea. De aceea, ei s-au simțit "goi" și "rușinați": ei au evoluat în ființe umane, conștienți de ei înșiși, propria lor mortalitate și lipsa de putere în fața forțelor naturii și a societății și nu mai erau uniți cu universul așa cum erau instinctivitatea lor, existența preumană ca animale. Potrivit lui Fromm, conștientizarea existenței umane disimulate este o sursă de vinovăție și rușine, iar soluția la această dihotomie existențială se găsește în dezvoltarea puterilor omenești unice ale iubirii și rațiunii. Cu toate acestea, Fromm și-a distins conceptul de iubire de noțiunile populare nereflective, precum și de dragostea paradoxală freudiană (a se vedea critica lui Marcuse de mai jos).
Fromm a considerat că dragostea este mai degrabă o capacitate creativă interpersonală decât o emoție, și a distins această capacitate creativă de ceea ce a considerat a fi diferite forme de nevroze narcisiste și de tendințe sado-masochiste care sunt în mod obișnuit susținute ca dovadă a "iubirii adevărate". Într-adevăr, Fromm a văzut experiența "a cădea în dragoste" ca dovadă a eșecului în a înțelege adevărata natură a iubirii, despre care credea că avea mereu elementele comune de îngrijire, responsabilitate, respect și cunoaștere. Lucrând din cunoașterea Torah-ului, Fromm a arătat povestea lui Iona, care nu dorea să-i salveze pe locuitorii din Ninive de consecințele păcatului lor, demonstrând convingerea că calitățile de îngrijire și de responsabilitate sunt în general absente din cele mai multe Relațiile umane. De asemenea, Fromm a afirmat că puțini oameni din societatea modernă au respectat autonomia celorlalți, cu atât mai puțin cunoașterea obiectivă a ceea ce au vrut și au nevoie cu adevărat alți oameni.
Fromm a crezut că libertatea era un aspect al naturii umane pe care l-a îmbrățișat sau scăpat. El a observat că îmbrățișarea libertății noastre de voință a fost sănătoasă, în timp ce scăparea libertății prin utilizarea mecanismelor de evadare era rădăcina conflictelor psihologice. Fromm a subliniat trei dintre cele mai comune mecanisme de evadare: conformitatea automată, autoritarismul și distructivitatea. Conformitatea automată schimbă sinele ideal pentru a se conforma unei percepții a tipului de personalitate preferat al societății, pierzându-și adevăratul sine în acest proces. Conformitatea automată îndepărtează sarcina de alegere de la sine la societate. Autoritarismul dă controlul asupra celuilalt. Prin prezentarea libertății cuiva, acest act elimină aproape în totalitate libertatea de alegere. În cele din urmă, distructivitatea este orice proces care încearcă să elimine pe alții sau pe lume ca întreg, pentru a scăpa de libertate. Fromm a spus că "distrugerea lumii este ultima, aproape disperată încercare de a mă salva de a fi strivită de ea".
Cuvântul biofilia a fost frecvent utilizat de Fromm ca o descriere a unei orientări psihologice productive și a "stării de a fi". De exemplu, într-un addendum al cărții sale Inima omului: Geniul său pentru bine și rău, Fromm a scris ca parte a credo-lui umanist:
"Cred că omul care aleg progresul poate găsi o nouă unitate prin dezvoltarea tuturor forțelor sale umane, care sunt produse în trei orientări: acestea pot fi prezentate separat sau împreună: biofilie, dragoste pentru umanitate și natură, independență și libertate”.
Erich Fromm a postulat opt nevoi de bază:
Înrudirearelațiile cu ceilalți, îngrijire, respect, cunoaștere.
Transcendențafiind aruncați în lume fără consimțământul lor, oamenii trebuie să-și depășească natura prin distrugerea sau crearea oamenilor sau a lucrurilor. Oamenii pot distruge prin agresiune malignă sau ucidere din alte motive decât supraviețuirea, dar pot și ei crea și îngriji de creațiile lor.
Înrădăcinareanevoia de a stabili rădăcini și de a se simți din nou acasă în lume. Productiv, rădăcina ne permite să creștem dincolo de securitatea mamei noastre și să stabilim legături cu lumea exterioară. Prin strategia neproductivă, devenim fixați și temânduți să depășim siguranța și siguranța mamei noastre sau a unui înlocuitor al mamei.
Simțul identitățiiunitatea pentru un sentiment de identitate este exprimată în mod neproductiv ca fiind conformitatea cu un grup și productiv ca individualitate.
Cadrul de orientareînțelegerea lumii și a locului nostru în ea.
Excitare și stimulareacționând în mod activ pentru un scop, mai degrabă decât să răspunzi pur și simplu.
Unitateun sentiment de unicitate între o persoană și "lumea naturală și umană din afară".
Eficacitatenevoia de a te simți realizat.
Teza lui Them despre "scăparea de la libertate" este reprezentată în următorul pasaj. "Omul individualizat" la care face referire Fromm este omul lipsit de "legăturile primare" ale apartenenței (adică natura, familia etc.), exprimată și ca "libertate față de":
"Există o singură soluție posibilă și productivă pentru relația omului individualizat cu lumea: solidaritatea sa activă cu toți oamenii și activitatea sa spontană, dragostea și lucrarea, care îl reunesc din nou cu lumea, nu prin legăturile primare, ci ca liber Și individul independent ... Cu toate acestea, dacă condițiile economice, sociale și politice ... nu oferă o bază pentru realizarea individualității în sensul menționat anterior, în timp ce oamenii au pierdut acele legături care le-au dat securitate , Acest lag face ca libertatea să devină o povară insuportabilă, apoi devine identică cu îndoiala, cu un fel de viață lipsită de sens și direcție, tendințele puternice care apar pentru a scăpa de această formă de libertate în supunere sau într-un fel de relație cu omul și lumea care Promite eliberarea de incertitudine, chiar dacă îi privează pe individ de libertatea lui ". (Erich Fromm, Escape from Freedom [N.Y .: Rinehart, 1941], pp. 36–7. Punctul este repetat la pp. 31, 256-7).

### Cinci orientări de bază
În cartea sa "Omul pentru Sine" Fromm a vorbit despre "orientarea caracterului". El diferențiază teoria sa de caracter de cea a lui Freud concentrându-se pe două moduri în care o persoană se referă la lume. Freud a analizat caracterul în ceea ce privește organizarea libidoului, în timp ce Fromm spune că în procesul de trai se relaționează cu lumea prin: 1) dobândirea și asimilarea lucrurilor - "asimilarea" și 2) reacția la oameni - "socializarea". Fromm a afirmat că aceste două căi de relaționare cu lumea nu erau instinctive, ci răspunsul unui individ la circumstanțele specifice ale vieții sale; El a crezut, de asemenea, că oamenii nu sunt niciodată exclusiv un tip de orientare. Aceste două căi de a face legătura cu circumstanțele vieții conduc la orientări fundamentale ale caracterului.
Fromm enumeră patru tipuri de orientare non-productivă a caracterelor, pe care le numește receptiv, exploatator, hărțuire și marketing și o orientare pozitivă a caracterului, pe care el o numea productivă. Orientările receptive și exploatatoare sunt, în esență, modul în care un individ se poate relaționa cu alte persoane și sunt atribute de socializare ale caracterului. O orientare a tezaurului este o trăsătură caracteristică a caracteristicilor materiale / valorilor dobândite și asimilatoare. Orientarea spre marketing apare ca răspuns la situația umană din epoca modernă. Nevoile actuale ale pieței determină valoarea. Este o etică relativistă. În schimb, orientarea productivă este o etică obiectivă. În ciuda luptelor existențiale ale umanității, fiecare om are potențialul de iubire, rațiune și muncă productivă în viață. Fromm scrie: "Este paradoxul existenței umane că omul trebuie să caute simultan apropierea și independența, unitatea cu ceilalți și în același timp păstrarea unicității și particularității sale ... răspunsul la acest paradox - și La problemele morale ale omului - este productivitatea. "

### Influența lui Fromm asupra altor psihologi notabili
Cele patru orientări neproductive ale lui Fromm au fost supuse validării printr-un test psihometric, testul personalizării personale de Dr. Elias H. Porter, în colaborare cu dr. Carl Rogers, la Centrul de consiliere al Universității din Chicago între 1953 și 1955. Cele patru nonproductive Orientările au servit și ca bază pentru testul LIFO, publicat pentru prima oară în 1967 de către Stuart Atkins, dr. Alan Katcher și dr. Elias Porter și inventarul de rezistență, publicat inițial în 1971 de Dr. Elias H. Porter. Fromm a influențat și elevul său, Sally L. Smith, care a devenit fondatorul Școlii de laborator din Washington și Baltimore Lab School.

### Critica lui Freud
Fromm a examinat îndelung viața și opera lui Sigmund Freud. El a identificat o discrepanță între teoria freudiană timpurie și ulterioară: și anume că, înainte de primul război mondial, Freud a descris unitățile umane ca o tensiune între dorință și represiune, dar după încheierea războiului, el a încadrat forțele umane ca o luptă între viața biologică universală Moartea (Eros și Thanatos) instincte. Fromm i-a acuzat pe Freud și pe urmașii lui că nu au recunoscut niciodată contradicțiile dintre cele două teorii.
El a criticat de asemenea gândirea dualistă a lui Freud. Potrivit lui Fromm, descrierile freudiene ale conștiinței umane ca lupte între doi poli erau înguste și limitate. De asemenea, Fromm l-a condamnat ca pe un misoginist incapabil să gândească în afara mediei patriarhale a Vienei de la începutul secolului al XX-lea. Cu toate acestea, Fromm a exprimat un mare respect față de Freud și realizările sale, în ciuda acestor critici. Fromm a susținut că Freud a fost unul dintre „arhitecții epocii moderne” alături de Albert Einstein și Karl Marx, dar a subliniat că el l-a considerat pe Marx mult mai important din punct de vedere istoric decât pe Freud și un gânditor mai fin.

## Idei și activități politice
Cele mai cunoscute lucrări ale lui Them, "Escape from Freedom", se concentrează pe nevoia umană de a căuta o sursă de autoritate și control asupra atingerii unei libertăți care a fost considerată a fi dorința adevărată a unui individ. Critica lui Fromm a ordinii politice moderne și a sistemului capitalist l-a determinat să caute cunoștințe despre feudalismul medieval. În Escape from Freedom, a găsit valoare în lipsa libertății individuale, a structurii rigide și a obligațiilor impuse membrilor societății medievale:
| “ | Ceea ce caracterizează medievalul, spre deosebire de societatea modernă, este lipsa libertății individuale ... Dar, în totalitate, o persoană nu era liberă în sensul modern, nici el nu era singur și izolat. Având un loc distinct, neschimbat și indiscutabil în lumea socială din momentul nașterii, omul era înrădăcinat într-un întreg structurat și, astfel, viața avea un înțeles care nu mai avea loc și nu era nevoie de îndoială ... Nu era o competiție relativ mică. Unul s-a născut într-o poziție economică anumită care a garantat un trai determinat de tradiție, la fel cum a dus la obligațiile economice față de cei mai înalți în ierarhia socială. | ” |

Culminarea filosofiei sociale și politice a lui Fromm a fost cartea sa The Sane Society, publicată în 1955, care a argumentat în favoarea unui socialism umanist și democratic. Bazându-se în primul rând pe lucrările timpurii ale lui Karl Marx, Fromm a căutat să sublinieze din nou idealul libertății, lipsit de cel mai marxism sovietic și descoperit mai des în scrierile socialiștilor liberali și teoreticienilor liberali. Marca socialismului lui Fromm a respins atât capitalismul occidental, cât și comunismul sovietic, pe care el la văzut ca fiind dezumanizator și care a dus la fenomenul virtual al fenomenului de înstrăinare. A devenit unul dintre fondatorii umanismului socialist, promovând scrierile timpurii ale lui Marx și mesajele sale umaniste către publicul american și occidental.
La începutul anilor '60, Fromm a publicat două cărți care se ocupă de gândirea marxistă (Conceptul lui Marx despre om și dincolo de lanturile iluziei: întâlnirea mea cu Marx și Freud). În 1965, pentru a stimula cooperarea occidentală și estică între umaniștii marxistici, Fromm a publicat o serie de articole intitulată Humanismul socialist: un simpozion internațional. În 1966, Asociația Umanistă americană l-a numit Umanist al Anului.
Pentru o perioadă, Fromm a fost, de asemenea, activ în politica Statelor Unite. El s-a alăturat Partidului Socialist din America la mijlocul anilor '50 și a făcut tot ce-i stă în putință pentru a-i ajuta să ofere o perspectivă alternativă asupra McCarthyismului de atunci. Acest punct de vedere alternativ a fost cel mai bine exprimat în lucrarea din 1961 May Man Prevail? O anchetă asupra faptelor și ficțiunilor politicii externe. Cu toate acestea, în calitate de cofondator al SANE, cel mai puternic activism politic din Form a fost în mișcarea internațională de pace, luptând împotriva cursei armelor nucleare și implicării SUA în războiul din Vietnam. După ce a sprijinit candidatura senatorului Eugene McCarthy pentru candidatura democratică, Fromm s-a retras mai mult sau mai puțin de pe scena politică americană, deși a scris o lucrare în 1974 intitulată Remarks on Policy of Détente pentru o audiere a Senatului SUA Relații.

## Critica
În Eros și Civilizație, Herbert Marcuse îl critică pe Form: la început a fost un teoretician radical, dar mai târziu s-a întors spre conformare. Marcuse a remarcat, de asemenea, că Fromm, precum și colegii săi apropiați Sullivan și Karen Horney, au eliminat teoria libidoului Freud și alte concepte radicale, ceea ce a redus astfel psihanaliza la un set de etică idealistă, care doar îmbrățișează status quo-ul. Răspunsul lui Fromm, atât în The Sane Society, cât și în The Anatomy of Human Destructiveness, susține că Freud merită într-adevăr un credit substanțial pentru recunoașterea importanței centrale a inconștientului, dar și că el a avut tendința de a-și reciza conceptele proprii Eul ca rezultat pasiv al instinctului și al controlului social, cu o voință sau o variabilitate minimă. Fromm susține că mai târziu învățați precum Marcuse au acceptat aceste concepte ca dogme, în timp ce psihologia socială necesită o abordare teoretică și empirică mai dinamică. Referindu-se la activismul politic de stânga al lui Fromm ca intelectual public, Noam Chomsky a spus: "Mi-a plăcut atitudinile lui Fromm, dar am crezut că munca lui era destul de superficială".

## Scrieri

### Lucrări anterioare în limba germană
- Das jüdische Gesetz. Ein Beitrag zur Soziologie des Diaspora-Judentums., Promotion, 1922. ISBN 3-453-09896-X
- Über Methode und Aufgaben einer analytischen Sozialpsychologie. Zeitschrift für Sozialforschung, Bd. 1, 1932, pp. 28–54.
- Die psychoanalytische Charakterologie und ihre Bedeutung für die Sozialpsychologie. Zeitschrift für Sozialforschung, Bd. 1, 1932, pp. 253–277.
- Sozialpsychologischer Teil. In: Studien über Autorität und Familie. Forschungsberichte aus dem Institut für Sozialforschung. Alcan, Paris 1936, pp. 77–135.
- Zweite Abteilung: Erhebungen (Erich Fromm u.a.). In: Studien über Autorität und Familie. Forschungsberichte aus dem Institut für Sozialforschung. Alcan, Paris 1936, pp. 229–469.
- Die Furcht vor der Freiheit, 1941 (In English, "Fear/Dread of Freedom"). ISBN 3-423-35024-5
- Psychoanalyse & Ethik, 1946. ISBN 3-423-35011-3
- Psychoanalyse & Religion, 1949. ISBN 3-423-34105-X (The Dwight H. Terry Lectureship 1949/1950 Arhivat în 3 septembrie 2011, la Wayback Machine.)

### Lucrări ulterioare în limba engleză
- Escape from Freedom (U.S.), The Fear of Freedom (UK) (1941) ISBN 978-0-8050-3149-2
- Man for himself, an inquiry into the psychology of ethics (1947) ISBN 978-0-8050-1403-7
- Psychoanalysis and Religion (1950) ISBN 978-0-300-00089-4
- The Forgotten Language; an introduction to the understanding of dreams, fairy tales, and myths (1951) ISBN 978-0-03-018436-9
- The Sane Society (1955) ISBN 978-0-415-60586-1
- The Art of Loving (1956) ISBN 978-0-06-112973-5
- Sigmund Freud's mission; an analysis of his personality and influence (1959)
- Zen Buddhism and Psychoanalysis (1960) ISBN 978-0-285-64747-3
- May Man Prevail? An inquiry into the facts and fictions of foreign policy (1961) ISBN 978-0-385-00035-2
- Marx's Concept of Man (1961) ISBN 978-0-8264-7791-0
- Beyond the Chains of Illusion: my encounter with Marx and Freud (1962) ISBN 978-0-8264-1897-5
- The Dogma of Christ and Other Essays on Religion, Psychology and Culture (1963) ISBN 978-0-415-28999-3
- The Heart of Man, its genius for good and evil (1964) ISBN 978-0-06-090795-2
- Socialist Humanism (1965)
- You Shall Be as Gods: a radical interpretation of the Old Testament and its tradition (1966) ISBN 978-0-8050-1605-5
- The Revolution of Hope, toward a humanized technology (1968) ISBN 978-1-59056-183-6
- The Nature of Man (1968) ISBN 978-0-86562-082-7
- The Crisis of Psychoanalysis (1970) ISBN 978-0-449-30792-2
- Social character in a Mexican village; a sociopsychoanalytic study (Fromm & Maccoby) (1970) ISBN 978-1-56000-876-7
- The Anatomy of Human Destructiveness (1973) ISBN 978-0-8050-1604-8
- To Have or to Be? (1976) ISBN 978-0-8050-1604-8
- Greatness and Limitation of Freud's Thought (1979) ISBN 978-0-06-011389-6
- On Disobedience and other essays (1981) ISBN 978-0-8164-0500-8
- For the Love of Life (1986) ISBN 0-02-910930-2
- The Art of Being (1993) ISBN 978-0-8264-0673-6
- The Art of Listening (1994) ISBN 978-0-8264-1132-7
- On Being Human (1997) ISBN 978-0-8264-1005-4

 Lucrări traduse în limba română 
- Fuga de libertate(2025) Editura Trei, traducere din limba engleză de Cristina Jinga[25]